# 미야자키 마사루
미야자키 마사루 (宮崎 将, 1983년 6월 9일 - )는 일본의 배우이다. 도쿄도 출신으로, 히라타 오피스 소속. 여배우 미야자키 아오이의 친오빠이다.